# Kenz-Küstrow
Kenz-Küstrow är en kommun i Landkreis Vorpommern-Rügen i förbundslandet Mecklenburg-Vorpommern i Tyskland.
Kommunen bildades 31 december 1999 genom en sammanslagning av de tidigare kommunerna Kenz och Küstrow.
Kommunen ingår i kommunalförbundet Amt Barth tillsammans med kommunerna Barth, Divitz-Spoldershagen, Fuhlendorf, Karnin, Löbnitz, Lüdershagen, Pruchten, Saal och Trinwillershagen.